# Breakthrough Prize
O Breakthrough Prize é um prêmio dado anualmente por excelente trabalho científico que foi criado em 2012 por Sergey Brin, Priscilla Chan e Mark Zuckerberg, Yuri Milner e Julia Milner, e Anne Wojcicki. Consiste em particular em três prêmios individuais, que são dotados com US$ 3 milhões cada um:
- Fundamental Physics Prize (concedido desde 2012)

- Breakthrough Prize in Life Sciences (concedido desde 2013)
- Breakthrough Prize in Mathematics (concedido desde 2014)

Além disso, prêmios "New Horizons" são concedidos a jovens cientistas. Há também o Breakthrough Junior Challenge para estudantes de 13 a 18 anos. Em 2015 foi concedido um total de 22 milhões de dólares em premiações.

## Cerimônias
| #   | Cerimônia                                                 | Data                   | Ano       | Anfitrião(s)    | Rede                                                               | Local                                               |
| --- | --------------------------------------------------------- | ---------------------- | --------- | --------------- | ------------------------------------------------------------------ | --------------------------------------------------- |
| 1º  | Cerimônia de Entrega do Prêmio de Física Fundamental 2013 | 20 de março de 2013    | 2012      | Morgan Freeman  | Nenhum                                                             | Genebra, Suíça                                      |
| 2º  | Cerimônia de Premiação Revelação 2014                     | 12 de dezembro de 2013 | 2013      | Kevin Spacey    | Science Channel                                                    | Hangar One, Mountain View, Califórnia               |
| 3º  | Cerimônia de Premiação Revelação 2015                     | 9 de novembro de 2014  | 2014      | Seth MacFarlane | Discovery Channel & Science Channel (EUA) BBC News Mundo (mundial) | Hangar One, Mountain View, Califórnia               |
| 4º  | Cerimônia de Premiação Revelação 2016                     | 8 de novembro de 2015  | 2015      | Seth MacFarlane | FOX da National Geographic                                         | Hangar One, Mountain View, Califórnia               |
| 5º  | Cerimônia de Premiação Revelação 2017                     | 4 de dezembro de 2016  | 2016      | Morgan Freeman  | FOX da National Geographic                                         | Hangar One, Mountain View, Califórnia               |
| 6º  | Cerimônia de entrega do Prêmio Revelação 2018             | 3 de novembro de 2017  | 2017      | Morgan Freeman  | National Geographic                                                | Hangar One, Mountain View, Califórnia               |
| 7º  | Cerimônia de entrega do Prêmio Revelação 2019             | 4 de novembro de 2018  | 2018      | Pierce Brosnan  | National Geographic                                                | Hangar One, Mountain View, Califórnia               |
| 8º  | Cerimônia de entrega do Prêmio Revelação 2020             | novembro 3, 2019       | 2019      | James Corden    | National Geographic                                                | Hangar One, Mountain View, Califórnia               |
| 9º  | Cerimônia de entrega do Prêmio Revelação 2023             | 15 de abril de 2023    | 2020–2022 | James Corden    | YouTube                                                            | Museu da Academia de Cinema, Hollywood, Los Angeles |
| 10º | Cerimônia de entrega do Prêmio Revelação 2024             | 13 de abril de 2024    | 2023      | James Corden    | YouTube                                                            | Museu da Academia de Cinema, Hollywood, Los Angeles |